# نورما بلامر
نورما بلامر (بالإنجليزية: Norma Plummer)‏ هي لاعبة كرة الشبكة أسترالية، ولدت في 8 مايو 1933 في Carlton, Victoria ‏ في أستراليا.